# Брок, Олаф
О́лаф Брок (норв. Olaf Broch; 4 августа 1867, Хортен, Норвегия — 28 января 1961, Осло, Норвегия) — норвежский филолог, славист, переводчик, историк, основоположник описательной фонетики славянских языков. Член академии наук Норвегии (1896), иностранный член-корреспондент Петербургской АН (1916, с 1917 — РАН, с 1925 — АН СССР).

## Биография
Олаф Брок родился в 1867 году в Хортене (Норвегия), в 1893 году окончил университет в Христиании (Осло), с 1896 года доцент университета Христиании, с 1902 — профессор. Занимался изучением славистики в Лейпцигском университете, приезжал в Россию, где слушал лекции российских учёных: А. А. Шахматова и Ф. Ф. Фортунатова (впоследствии стал учеником Фортунатова, последователем Московской (фортунатовской) лингвистической школы), а также лекции историка В. О. Ключевского. Изучал славянские диалекты в России, Сербии, на территории современной Словакии. Работал в Московской диалектологической комиссии. Переводил русскую литературу на норвежский язык. В 1916 году был избран членом-корреспондентом Петербургской академии наук. В 1923 году он выпустил книгу Proletariatets diktatur. Seet og tænkt fra forsommeren 1923 (Пролетарская диктатура), изданную в Осло, а также в шведском переводе в 1924 в Стокгольме и по-французски в 1925 (русский перевод вышел в 2018 году), в которой были изложены его впечатления от посещения России в 1923 году. Олаф Брок также занимался изучением истории, он входил в состав Специального комитета по изучению советских архивов, касавшихся взаимоотношений скандинавских стран с Россией (этот Комитет был учреждён в Стокгольме в 1928 году по инициативе шведских, датских и норвежских учёных). В 1949 году исключён из состава членов-корреспондентов Академии наук СССР за антисоветскую деятельность.

## Вклад в науку
Важнейшими сторонами научной деятельности Олафа Брока были исследования в области восточнославянской и сербскохорватской диалектологии, фонетики славянских языков. Широкую известность получили его труды, часть которых была написана на русском языке: Очерк физиологии славянской речи (1910) и др. Ранние его работы посвящены изучению говоров на территории современной Восточной Словакии, в их числе наиболее известно описание говора села Убли. Позднее, с 1907 года, Олаф Брок занимался изучением севернорусских говоров Тотемского уезда Вологодской губернии (в процессе изучения говоров Тотемского уезда (по реке Сухоне), Олаф Брок открыл в русском языке звук [о] закрытое (который произносится как звук, средний между [о] и [у])), а также изучал южнорусские говоры Мосальского уезда Калужской губернии.
Для Энциклопедии славянской филологии Олаф Брок написал очерк физиологии славянской речи, в котором подробно описываются условия образования согласных и гласных звуков речи, а также сочетаний звуков, в том числе в отдельных славянских языках. Этот очерк (в немецком переводе Slavische Phonetik) стал наиболее значимой работой норвежского учёного в славистике. В 1920-е годы Олаф Брок исследовал руссенорск — смешанный язык норвежских и русских торговцев. Научная деятельность Олафа Брока способствовала активному развитию русистики как в России, так и к появлению интереса к русистике в скандинавских странах.

## Публикации
- Olaf Broch. Zum kleinrussischen in Ungarn. Archiv für Slavische Philologie. Berlin, 1895, № 17. 1897, № 19
- Olaf Broch. Studien von der Slovakisch — Kleinrussischen Sprachgrenze im östlichen Ungarn. т. 1—2. Kristiania, 1897, 1899
- Олаф Брокъ. Угрорусское нарѣчіе села Убли (Земплинскаго комитата). Изданіе отдѣленія русскаго языка и словесности Императорской академіи наукъ. — Спб.: Тип. Имп. Акад. наукъ, 1899
- Olaf Broch. Die Dialekte des sudlichsten Serbiens. — Wien : Alfred Holder, 1903 (Диалекты Южной Сербии)[1]
- Олаф Брок. Описание одного говора из юго-западной части Тотемского уезда. — Спб.: Тип. Имп. Акад. наук, 1907
- Олаф Брокъ. Очеркъ физіологіи славянской рѣчи. Энциклопедія славянской филологіи. Выпуск 5. Под ред. Ягича И. В. Изданіе отделенія русскаго языка и словесности Императорской академіи наукъ. — Спб.: Тип. Имп. Акад. наукъ, 1910
- Olaf Broch. Slavische phonetik. Heidelberg: Carl Winter, 1911 (Славянская фонетика)
- Олаф Брок. Говоры к западу от Мосальска. Пг.: Тип. Имп. АН, 1916[14]
- Olaf Broch og Ernst W. Selmer. Håndbok i elementær fonetik. Kristiania: Aschehoug, 1921
- Olaf Broch. Fra Østlandets dagligtale, 1923
- Olaf Broch. Russenorsk. Archiv für slawische Philologie, 1927[15]
- Olaf Broch. Russenorsk tekstmateriale, Maal og minne, 1930[15]